# 광천 (전촉)
광천(光天, 918년)은 전촉(前蜀) 고조(高祖) 왕건(王建)의 다섯번째 연호이다. 1년 가량 사용하였다. 고조(高祖)가 죽고 난 후에 후주(後主)가 건덕으로 개원할 때까지 사용하였다. 일설에는 광대(光大), 광대(廣大)라고 하기도 한다.

## 개원
- 천한(天漢) 원년 12월 8일[1](918년 1월 23일)에 연호를 광천(光天)으로 정하고, 다음 해 1월 1일[2](918년 2월 14일)에 개원함.[3][4][5]

- 광천(光天) 원년 12월 22일[6](919년 1월 26일)에 연호를 건덕(乾德)으로 정하고, 다음 해 1월 1일[7](919년 2월 4일)에 개원함.[3][8][5]

## 연대 대조표
| 광천       | 원년           |
| 서기(西紀) | 918년          |
| 간지(干支) | 무인(戊寅)     |
| 후량(後梁) | 정명(貞明) 4년 |
| 남한(南漢) | 건형(乾亨) 2년 |

## 같이 보기
- 다른 왕조의 같은 연호
  - 남한(南漢) 광천(光天, 942년 ~ 943년)

- 중국의 연호 목록